# B-17 Bomber
Pour les articles homonymes, voir B17.
B-17 Bomber (Le Bombardier B-17 pour la version canadienne francophone) est un jeu vidéo développé et édité par Mattel Electronics, sorti en 1982 sur la console Intellivision. Il s'agit d'une simulation de vol en bombardier proposant des missions au-dessus de l'Europe occupée pendant la seconde guerre mondiale. Le jeu est compatible avec le module de synthèse vocale Intellivoice. 

## Système de jeu

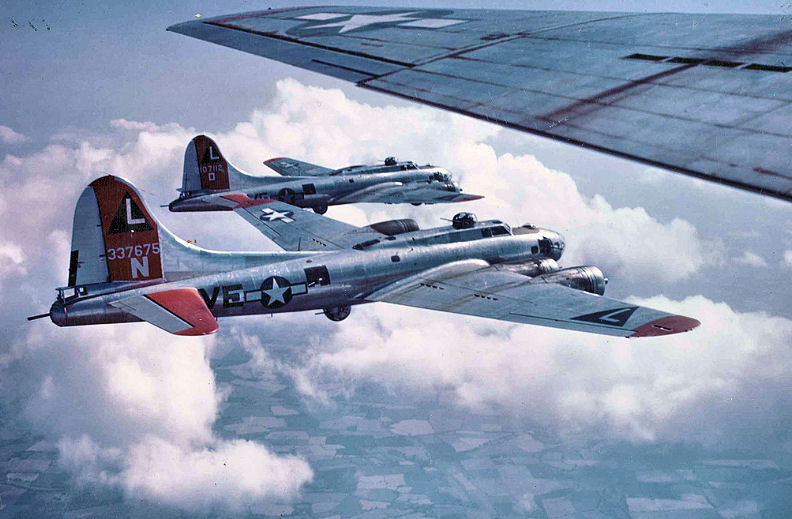
Des bombardiers B-17 volant en formation au-dessus de l'Europe occupée.

B-17 Bomber se déroule en Europe en 1943, peu avant le débarquement allié sur le continent. Le joueur endosse le rôle du pilote, du navigateur, du bombardier et des quatre mitrailleurs d'un B-17. Leur mission consiste à choisir et attaquer des cibles, éviter les avions ennemis et les tirs de la défense antiaérienne, et retourner en sécurité en Angleterre. Le jeu offre une expérience immersive, avec des graphismes authentiques et des effets sonores tels que le bruit des moteurs et les explosions des projectiles. L'Intellivoice intègre les voix des membres d'équipage, ajoutant une dimension réaliste en avertissant des dangers imminents.
Sept écrans sont à la disposition du joueur peut à tout moment de la mission. Ces écrans comprennent une carte stratégique détaillée de l'Europe occidentale, des écrans de cibles avec des informations sur leur valeur en points, des indicateurs de bord fournissant des données de vol essentielles, une vue depuis l'habitacle du pilote, des écrans montrant les perspectives des quatre mitrailleurs, un écran du portillon des bombes, et enfin un écran de score. 
Les commandes sont activées par le disque directionnel, le clavier numéroté et les boutons latéraux de la manette de l'Intellivision. Le disque a cinq fonctions, notamment le réglage du niveau de compétence du jeu, le positionnement du curseur sur la carte stratégique, le ciblage des mitrailleuses et du largage de bombes, et le contrôle de l'avion. Le clavier numéroté a des fonctions complexes, avec les six premiers boutons sélectionnant les niveaux de compétence du jeu. Chaque niveau varie en termes de charges de bombes, de carburant et de difficulté des défenses ennemies. Les autres fonctions des commandes incluent le rappel des écrans spécifiques, tels que l'habitacle, le portillon des bombes, les indicateurs de bord, les cibles, la carte stratégique et le score. Les boutons latéraux activent trois fonctions chacun, liées aux mitrailleuses, au largage de bombes et à des actions spécifiques comme l'ajustement de la vitesse et le largage de carburant pour alléger l'avion.
Une mission typique commence par le choix du niveau de difficulté. Le joueur consulte ensuite l'écran des indicateurs de bord pour vérifier le carburant et le nombre de bombes disponibles. En utilisant la carte stratégique, il choisit l'objectif de la mission en ajustant le curseur via le disque directionnel. Le bouton « Preview » révèle la valeur en points de l'objectif. Une fois satisfait, le joueur sélectionne l'objectif en appuyant sur l'un des boutons latéraux, et celui-ci clignote pour indiquer qu'il est en cours.
Le décollage se fait en réglant l'inclinaison et le roulis à zéro, puis en appuyant sur le bouton inférieur gauche pour accélérer. L'avion décolle, et le joueur ajuste l'inclinaison pour gagner de l'altitude. À 500 pieds, le portillon des bombes s'ouvre, offrant une vue depuis le dessus. Les attaques des chasseurs ennemis sont annoncées par l'Intellivoice, et le joueur peut engager le combat en sélectionnant l'écran approprié. Les combats sont menés en alignant le viseur sur l'avion ennemi et en tirant.
Les zones patrouillées par la défense antiaérienne sont signalées par l'Intellivoice, et le joueur doit manœuvrer pour éviter les tirs ennemis en modifiant la vitesse, l'altitude ou en virant à gauche ou à droite. La position sur la carte stratégique est vérifiée pour s'assurer de l'approche de l'objectif. Une fois près de la cible, l'écran du portillon des bombes est rappelé, et le joueur doit larguer les bombes avec précision tout en surveillant les attaques ennemies et les tirs antiaériens.
Le joueur peut choisir de continuer vers un autre objectif ou retourner à la base en réduisant la vitesse et l'altitude. La mission se termine lorsqu'ils survolent la côte de l'Angleterre, et le score de la mission peut être vérifiée sur l'écran de score.

## Développement
Le programmeur John Sohl se rappelle qu'à l'origine de B-17 Bomber il y a une séance de brainstorming des Blue Sky Rangers, au milieu de l'année 1981, concernant le module Intellivoice. Cette session a donné naissance à trois idées qui ont été mises en production : Space Spartans, Bomb Squad et Air Traffic Controler. Sohl, qui vient de finir Astrosmash, est assigné à Air Traffic Controler, une sorte de simulation de contrôle de la circulation aérienne. Peu inspiré par le concept, Sohl cherche un scénario alternatif comme le guidage d'un pétrolier négociant un amarrage dans la brume, uniquement aidé par les indications du capitaine du port, lorsque Bob Del Principe, un graphiste, lui suggère de transformer l'avion de ligne par un bombardier en mission en Europe. Sohl est enthousiasmé par cette idée, d'autant plus qu'elle permettra de « faire exploser des trucs ».
Au début de 1982, John Sohl et le graphiste Kai Tran, ont développé un impressionnant simulateur de bombardement, avec des effets graphiques révolutionnaires, mais le programme est surdimensionné, et aucun véritable élément de gameplay n'est encore défini. Entre-temps, Mattel a refusé de publier la version Intellivision du simulateur Air Raiders (en) présentée par APh Technological Consulting, pour ne pas faire d'ombre au futur B-17 Bomber sur la console. La graphiste Peggi Decarli est mise à contribution pour créer la carte du théâtre des opérations européen. Bill Fisher et Steve Roney, tout juste débarqués de Space Spartans, rejoignent l'équipe pour finaliser le jeu. Plusieurs fonctionnalités sophistiquées, comme la tourelle du mitrailleur pouvant pivoter à 360 degrés sont abandonnées. Les trois programmeurs travaillent d'arrache-pied pour finaliser le jeu avant l'échéance, et avec deux mois de retard, le 23 avril 1982, le programme est finalement expédié à la production après une brève séance de test d'une demi-heure.

## Doublage
Les voix sont très importantes dans le jeu, car elles informent de la condition de l'appareil et de la présence de chasseurs ennemis.
- Voix du pilote : Phil Proctor[1],[7] (The Firesign Theatre)
- Voix du bombardier : Phil Austin[1] (The Firesign Theatre)

Elles existent uniquement en anglais. Il n'a pas été prévu d'enregistrement des voix en langues étrangères lors de l'adaptation de la gamme Intellivoice car Mattel a estimé qu'il ne serait pas du meilleur goût de commercialiser sur le marché européen un jeu dont le but est de larguer des bombes sur la France, l'Allemagne et l'Italie.

## Accueil
Ken Uston, dans Video Games, souligne le réalisme du jeu qui « ressemble plus à une mission de guerre simulée qu'à un jeu en soi ». Même constat pour Videogiochi pour qui B-17 Bomber est un jeu « magnifique » et « si réaliste qu'il semble même belliciste ». 

## Héritage
B-17 Bomber est présent, émulé, dans certaines versions de la compilation Intellivision Lives! (en) sortie sur diverses plateformes.
B-17 Bomber fait partie des jeux intégrés dans la console Intellivision Flashback, sortie en 2014.